# Голопристанский городской совет
Голопристанский городской совет (укр. Голопристанська міська рада) — входит в состав
Херсонской области
Украины.
Административный центр городского совета находится в 
г. Голая Пристань.

## Населённые пункты совета
- г. Голая Пристань
- с. Белогрудово